# تومان (فیلم ۲۰۱۸)
تومان (چکی: Toman) یک فیلم زندگی‌نامه‌ای درام تاریخی به کارگردانی اوندری ترویان است که در سال ۲۰۱۸ منتشر شد.

## بازیگران
- یرژی ماخاچک
- تاتیانا ویلهلمووا
- میروسلاو تابورسکی
- کاتژینا وینترووا
- پاول لیشکا
- واتسلاف نوژل